# Hurriyet.de

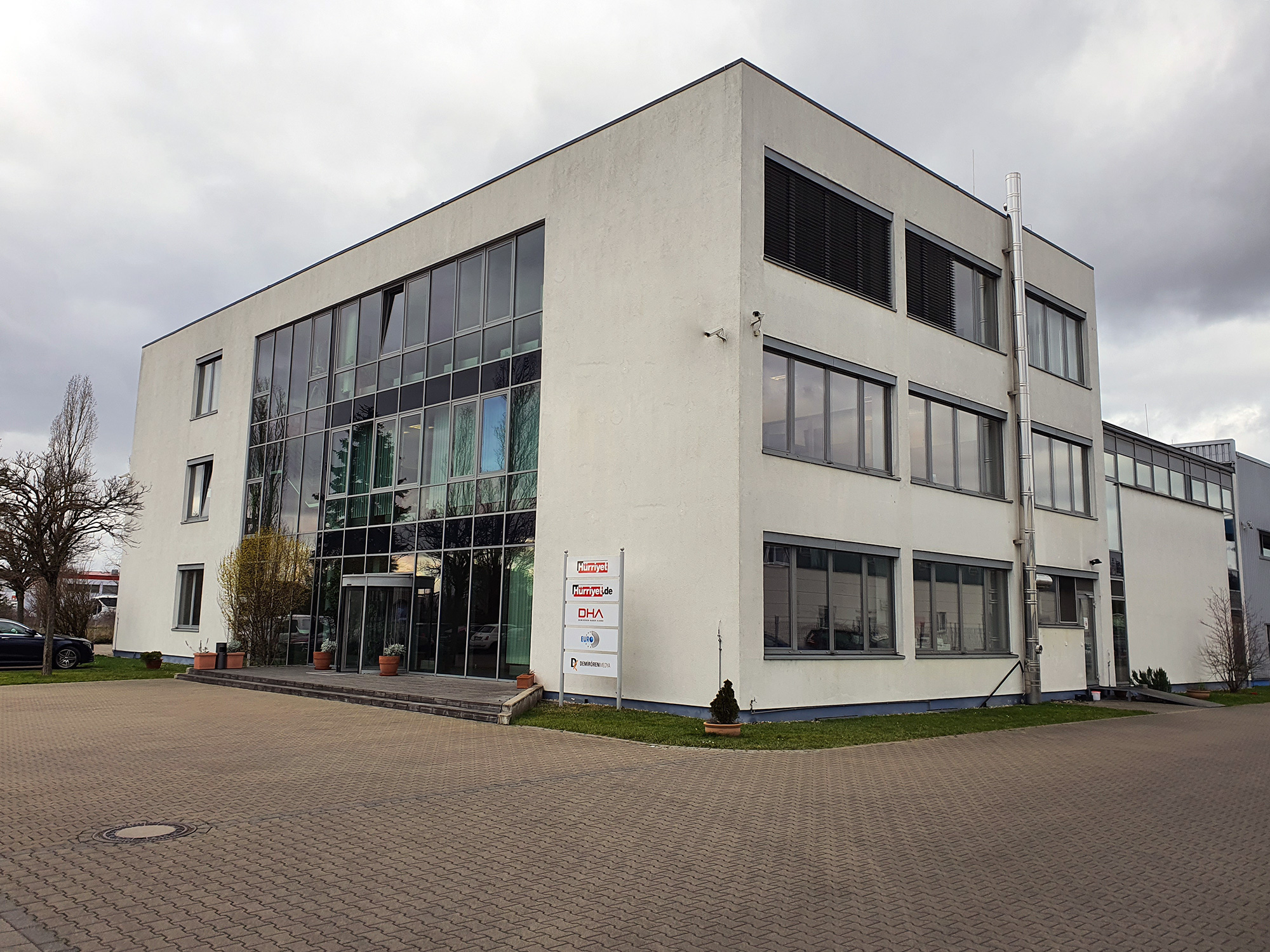
Hauptsitz von Hürriyet.de in Mörfelden-Walldorf

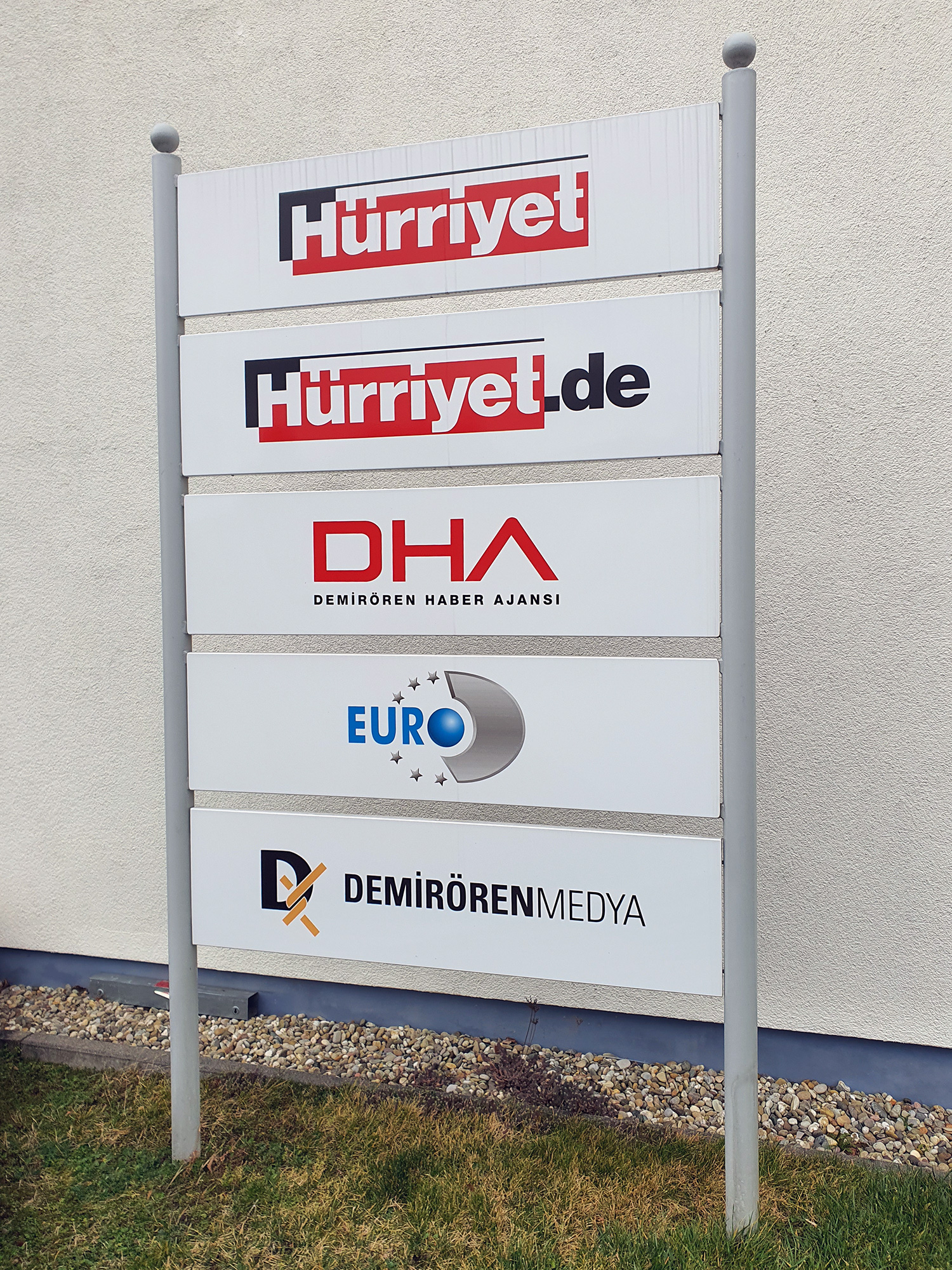
Firmenschilder am Gebäude von Hürriyet.de

Hurriyet.de war eine Nachrichtenseite im Netz mit Schwerpunkt auf Nachrichten aus der Türkei und zu Deutsch-Türkischen Themen. Die Seite war ein Ableger der bekannten türkischen Tageszeitung Hürriyet. Anders als bei der türkischsprachigen Hürriyet und ihrer Europa-Ausgabe, deren beider Schlussredaktion in Istanbul erfolgt, wurde Hurriyet.de von einem unabhängigen Team deutscher und deutsch-türkischer Redakteure betrieben, die vom Unternehmenssitz in Mörfelden-Walldorf bei Frankfurt/M. aus tätig waren. Neben der Schreibweise ohne Umlaut, die noch aus der Zeit vor 2002, bevor Umlaute in Domainnamen eingeführt wurden, datiert, war die Seite später auch unter der Umlautdomain Hürriyet.de erreichbar.

## Geschichte
Hurriyet.de ging offiziell am 15. November 2018 online. Die Mitarbeiterzahl war nach eigenen Angaben bis April 2020 von 18 auf 23 angewachsen.

## Eigentumsverhältnisse
Eigentümer und Betreiber von Hurriyet.de war die Demirören Media International GmbH mit Sitz in Mörfelden-Walldorf, eine Tochtergesellschaft der türkischen Demirören Holding. Durch die Übernahme des Dogan-Konzerns in 2018, hat sich dieser Erdoğan-nahe Mischkonzern zur größten Medien-Gruppe der Türkei entwickelt und bringt in der Türkei neben der Hürriyet einige weitere türkische Tageszeitungen, unter anderem die Milliyet, Posta, Fanatik und die englischsprachige Hürriyet Daily News and Economic Review, heraus. Weiterhin betreibt das Unternehmen – neben einigen kleineren Spartenkanälen – die türkischen Fernsehsender Kanal D, CNN Türk und den Pay-TV-Anbieter D-Smart (Stand 2020).

## Publikationsprofil
Das Angebot von Hurriyet.de richtete sich im Wesentlichen an die dritte und vierte Generation in Deutschland lebender Türken und an Deutsche und sonstige Leser mit einem privaten oder beruflichen Interesse für die Türkei. Trotz der Nähe der Muttergesellschaft zur Regierung des türkischen Präsidenten Recep Tayyip Erdoğan, versicherte der damalige Redaktionsleiter Christian Ehrhardt in einem Ende 2018 geführten Interview mit dem Spiegel, dass man eine neutrale Berichterstattung "ohne Meinung, ohne Suggestion, ohne Emotion" liefern und "ein realistisches Bild der Türkei" zeichnen wolle. Man halte sich an deutsches Recht und journalistische Gepflogenheiten. In den Richtlinien der Seite, findet sich folglich der Verweis auf den deutschen Pressekodex. Als Nachrichtenquellen dienen Hurriyet.de die Deutsche Presse-Agentur (dpa), Agence France-Presse (AFP), die hauseigene Demirören Haber Ajansı (DHA) und der Sport-Informations-Dienst (sid).
Chefredakteur von Hurriyet.de und zeitgleich Geschäftsführer der betreibenden Demirören Media International GmbH, war der deutsch-türkische Journalist Ahmet Ihsan Karakasli. Karakasli war bereits zu Beginn seiner Laufbahn von 1970 bis 1980 bei der Hürriyet in Deutschland als Reporter und Redakteur beschäftigt. Im weiteren Verlauf seiner Karriere bekleidete er unter anderem Positionen als Geschäftsführer des Verbands türkischer Unternehmer und Industrieller in Europa ATIAD e.V. in Düsseldorf, der Münchener Vertretung der Union der Kammern und Börsen der Türkei TOBB und war weiterhin beim Zentrum für Türkeistudien in Essen tätig.